# Banco Popular do Brasil
O Banco Popular do Brasil foi uma instituição financeira brasileira, subsidiária integral do Banco do Brasil, criada através da Lei nº 10.738, de 17 de setembro de 2003, cujo objetivo era a atuação em microfinanças, consideradas como o conjunto de produtos e serviços financeiros destinados exclusivamente às pessoas físicas de baixa renda e microempresários, sem a obrigatoriedade de comprovação de renda.
Foi encerrado em 2008 após seguidos prejuízos e altas taxas de inadimplência, sendo incorporado ao Banco do Brasil.

## O banco
O banco foi idealizado pela gestão de Luiz Inácio Lula da Silva para democratizar o acesso a serviços bancários, sendo voltado a pessoas físicas e jurídicas de baixa renda. Podia abrir uma conta quem recebesse até três salários mínimos e não tivesse conta em outro banco.
O Banco Popular do Brasil disponibilizava serviços bancários tradicionais como conta corrente, empréstimos e cartão eletrônico, além de uma linha de crédito.

## História
A instituição foi fundada em 2003, e iniciou suas operações com capital social de 24,5 milhões de reais, valor que, em maio de 2004, foi aumentado para 92 milhões de reais. Sua carta-patente de funcionamento, foi concedida pelo Banco Central do Brasil, e foi publicada em dezembro do mesmo ano no Diário Oficial da União. Os funcionários do banco foram cedidos pelo Banco do Brasil. A instituição teve três presidentes: Ivan Guimarães, Geraldo Magela e Robson Rocha.
O primeiro ponto de atendimento foi inaugurado em 12 de fevereiro de 2004, no Distrito Federal. No fim de 2004 já eram 5.530 pontos de atendimento em mais de 1500 municípios brasileiros, com ao menos um em todas as capitais.
O banco encontrou dificuldades desde o início, tendo sido criticado pelos gastos com publicidade e grande inadimplência dos clientes. Em 2004, o banco cedeu 20 milhões de reais em empréstimos, e gastou 25 milhões de reais em propagandas. No ano seguinte, disse que um milhão de contas haviam sido abertas, tendo sido acusado de inflar os números pela publicidade. Já a inadimplência teve pico de 30% durante os quatro anos da instituição - quando foi encerrado, tinha 17% contra 2,3% do crédito pessoal do Banco do Brasil.
Outra dificuldade decorreu, curiosamente, da própria política econômica do governo, que acabou promovendo avanços que fizeram o público-alvo do Banco Popular do Brasil ir diretamente ao Banco do Brasil em busca de serviços financeiros, o que fez com que ele concorre-se com sua própria subsidiária. O pouco tempo de existência e experiência de anos do Banco do Brasil desequilibravam a disputa: em março de 2008, o Banco Popular do Brasil tinha 1,4 milhão de clientes, enquanto o Banco do Brasil, que tinha 26 milhões de clientes, tinha 8,3 milhões de baixa renda, a área de atuação do Banco Popular.

## Encerramento
O banco fechou no ano de 2008 ao acumular R$ 144 milhões em prejuízos, sendo incorporado pelo Banco do Brasil, que retomou os funcionários cedidos e criou a Diretoria de Menor Renda para a absorção e para cuidar de correspondentes bancários e programas de desenvolvimento regional da instituição. O então presidente do Banco Popular do Brasil, Robson Rocha, assumiu a diretoria.
Além do prejuízo, a incorporação decorreu da concorrência entre o Banco Popular e o próprio Banco do Brasil, que era desfavorável ao primeiro. A área técnica do governo também pedia o fechamento. O vice-presidente de varejo do Banco do Brasil comentou na época da incorporação que a criação do Banco Popular foi um erro estratégico, já que envolveu a criação de uma nova marca e estrutura que teve dificuldade de se firmar.